# Riparbella
Riparbella là một đô thị ở tỉnh Pisa trong vùng Toscana thuộc Ý, có cự ly khoảng 70 km về phía tây nam của Florence và khoảng 40 km về phía đông nam của Pisa. Tại thời điểm ngày 31 tháng 12 năm 2004, đô thị này có dân số 1.421 người và diện tích là 58,7 km².
Riparbella giáp các đô thị: Castellina Marittima, Cecina, Chianni, Lajatico, Montecatini Val di Cecina, Montescudaio.